# Veervleugelkevers
De veervleugelkevers (Ptiliidae) zijn een familie uit de orde van de kevers (Coleoptera).